# لورا مونتجومري
لورا مونتجومري (بالإنجليزية: Laura Montgomery)‏ (25 ديسمبر 1975 في المملكة المتحدة - ) هي لاعبة كرة قدم بريطانية في مركز الدفاع. لعبت مع نادي غلاسكو سيتي.